# Емхаус (Тексас)
Емхаус (енгл. Emhouse) град је у америчкој савезној држави Тексас. По попису становништва из 2010. у њему је живело 133 становника.

## Демографија
Према попису становништва из 2010. у граду је живело 133 становника, што је 26 (16,4%) становника мање него 2000. године.
| Група             | 2000.       | 2010.      |
| Белци             | 123 (77,4%) | 93 (69,9%) |
| Афроамериканци    | 10 (6,3%)   | 3 (2,3%)   |
| Азијати           | 0 (0,0%)    | 0 (0,0%)   |
| Хиспаноамериканци | 18 (11,3%)  | 35 (26,3%) |
| Укупно            | 159         | 133        |